# Docalidia oblonga
Docalidia oblonga är en insektsart som beskrevs av Nielson 1990. Docalidia oblonga ingår i släktet Docalidia och familjen dvärgstritar. Inga underarter finns listade i Catalogue of Life.